# INSL3
INSL3 (англ. Insulin like 3) – білок, який кодується однойменним геном, розташованим у людей на короткому плечі 19-ї хромосоми. Довжина поліпептидного ланцюга білка становить 131 амінокислот, а молекулярна маса — 14 502.
| 10         |  | 20         |  | 30         |  | 40         |  | 50         |
| ---------- |  | ---------- |  | ---------- |  | ---------- |  | ---------- |
| MDPRLPAWAL |  | VLLGPALVFA |  | LGPAPTPEMR |  | EKLCGHHFVR |  | ALVRVCGGPR |
| WSTEARRPAT |  | GGDRELLQWL |  | ERRHLLHGLV |  | ADSNLTLGPG |  | LQPLPQTSHH |
| HRHHRAAATN |  | PARYCCLSGC |  | TQQDLLTLCP |  | Y          |  |            |

A: Аланін

C: Цистеїн

D: Аспарагінова кислота

E: Глутамінова кислота

F: Фенілаланін

G: Гліцин

H: Гістидин

K: Лізин

L: Лейцин

M: Метіонін

N: Аспарагін

P: Пролін

Q: Глутамін

R: Аргінін

S: Серин

T: Треонін

V: Валін

W: Триптофан

Кодований геном білок за функцією належить до гормонів. 
Задіяний у такому біологічному процесі, як альтернативний сплайсинг. 
Секретований назовні.